# Los Corrales de Buelna
Los Corrales de Buelna es un municipio y localidad española de la comunidad autónoma de Cantabria. Está asentada en la cuenca del río Besaya, a 12 km de la ciudad de Torrelavega y a 42 km de Santander. El término municipal tiene una población de 10 799 habitantes (INE 2024) y limita con los de San Felices de Buelna, Cartes, Torrelavega, Mazcuerras, Anievas, Arenas de Iguña y Cieza.
Son importantes para la economía local las industrias metalúrgica y química, la avicultura, la ganadería y agricultura.
Cuenta con instalaciones deportivas como el velódromo José Antonio González Linares en Barros y el complejo deportivo municipal Luis Andrés Samperio Sañudo, del cual forman parte las siguientes infraestructuras municipales:
Una piscina cubierta así como una piscina al aire libre recientemente renovadas, campo de fútbol de hierba natural, campo de fútbol artificial que recibe el nombre de 'Uco' Iglesias, pistas de tenis, pistas cubiertas de pádel, frontón, pista de atletismo, pabellón multiusos y la bolera cubierta que lleva el nombre de Facundo 'Cundi' Ceballos.
Dispone de varios centros educativos de educación infantil y primaria, como el CEIP José María Pereda o el CEIP Gerardo Diego en Los Corrales y el CEIP Besaya en Somahoz. Así como dos institutos públicos de educación secundaria obligatoria, el IES Estelas de Cantabria y el IES María Telo. (Anteriormente llamado IES Javier Orbe Cano). Además el municipio cuenta con un centro concertado el colegio La Salle con más de ciento veinticinco años de experiencia en Formación Profesional, fundado a instancias de José María Quijano para formar a los trabajadores de Trefilerías Quijano. En dicho centro se ofertan distintas etapas educativas como educación infantil, educación primaria, educación secundaria obligatoria y formación profesional.
Entre sus vestigios históricos, destacan las estelas prerromanas de Barros y Lombera así como las casonas solariegas que se pueden encontrar en la zona del parque de la Rasilla como el palacio de los Condes de Mansilla, de Bustamante y de Quijano. En esta última nació José María Quijano Fernández-Hontoria, fundador de la importante empresa metalúrgica Nueva Montaña Quijano. Conformó, junto al actual municipio de San Felices de Buelna, el Valle de Buelna, hasta la formación de los respectivos ayuntamientos constitucionales.

## Geografía
Con una extensión de 45,28 km², es el cuadragésimo municipio de Cantabria por superficie. Se ubica a 12 km de la capital de la comarca, Torrelavega y a 42 km de la capital cántabra, Santander. Los Corrales es la capital del municipio y está ubicada en un llano fértil junto al río Besaya, a 87 m sobre el nivel del mar.
El municipio está situado dentro de la comarca del Besaya. Dicha comarca, de marcado carácter industrial, se extiende a lo largo del río Besaya englobando a los municipios adyacentes.
| Noroeste: Mazcuerras | Norte: Cartes | Nordeste: Torrelavega              |
| Oeste: Mazcuerras    |               | Este: San Felices de Buelna        |
| Suroeste: Cieza      | Sur: Cieza    | Sureste: Anievas y Arenas de Iguña |

## Demografía
Los Corrales de Buelna cuenta con una población de 10 799 habitantes (INE 2024).
| Gráfica de evolución demográfica de Los Corrales de Buelna entre 1842 y 2021 |
| |
| Población de derecho según los censos de población del INE Población de hecho según los censos de población del INEEn estos censos se denominaba Los Corrales: 1842, 1857, 1860, 1877, 1887, 1897, 1900 y 1910 |

#### Distribución
Los 10 742 habitantes del municipio de Los Corrales de Buelna se distribuyen de la siguiente forma:
| Núcleo de población    | Núcleo de población    | Total | Hombres | Mujeres |
| ---------------------- | ---------------------- | ----- | ------- | ------- |
| Barros                 | Barros                 | 461   | 242     | 219     |
| Las Caldas de Besaya   | Las Caldas de Besaya   | 96    | 92      | 4       |
| Coo                    | Coo                    | 252   | 132     | 120     |
| Los Corrales (capital) | Los Corrales (capital) | 8732  | 4189    | 4543    |
| [ a ]                  | Lobado                 | 35    | 19      | 16      |
| [ a ]                  | Penías                 | 77    | 37      | 40      |
| [ b ]                  | [ b ]                  | 8844  | 4245    | 4599    |
| San Mateo              | San Mateo              | 290   | 145     | 145     |
| Somahoz                | Somahoz                | 704   | 328     | 376     |
| [ c ]                  | San Andrés             | 95    | 48      | 47      |
| [ d ]                  | [ d ]                  | 799   | 376     | 423     |

1. ↑  Localidades del núcleo de población de Los Corrales.
2. ↑  Total de habitantes en el núcleo de población de Los Corrales.
3. ↑  Localidad del núcleo de población de Somahoz.
4. ↑  Total de habitantes en el núcleo de población de Somahoz.

## Historia
Hasta la reforma de la nomenclatura municipal de 1916 el municipio se llamaba simplemente Los Corrales. En julio de dicho año su nombre fue modificado por el de Los Corrales de Besaya, topónimo que fue rectificado en diciembre de 1916 por el de Los Corrales de Buelna.

## Transporte y comunicaciones

#### Transporte interurbano

##### Carreteras
| Tipo        | Identificador | Denominación                                        |
| ----------- | ------------- | --------------------------------------------------- |
| Autovía     | A-67          | Autovía Cantabria-Meseta                            |
| Nacional    | N-611         | Carretera Cantabria-Meseta                          |
| Autonómicas | CA-170        | Carretera Los Corrales de Buelna - Puente Viesgo    |
| Autonómicas | CA-736        | Carretera Los Corrales de Buelna - Mata             |
| Autonómicas | CA-802        | Carretera Los Corrales de Buelna - Collado de Cieza |
| Autonómicas | CA-993        | Carretera Polígono de Barros - Enlace con A-67      |
| Municipal   |               | Carretera de acceso a Coo                           |

##### Ferrocarril
El municipio cuenta con conexión a la vía de ferrocarril de ancho ibérico operada por Renfe.
Los servicios ferroviarios con los que cuenta el municipio son los siguientes:
- Línea Regional Exprés de Valladolid-Campo Grande a Santander, desde la estación de Los Corrales de Buelna.[12]
- Línea Cercanías Cantabria, desde la estación de Los Corrales de Buelna. Además de los apeaderos de Caldas y Lombera.[13]

## Símbolos

### Bandera
Compuesta por dos franjas horizontales, de Gules la superior y de Oro la inferior, con un triángulo isósceles de Azur, situado a la izquierda.
El significado del color amarillo u Oro es del campo, el significado del rojo o Gules es de las estelas y el significado del azul o Azur es de la flor de lis.

### Escudo
El escudo se organiza en campo partido: El primero, de Oro, las siete lises de azur, del escudo de armas de Pero Niño, conde de Buelna. El segundo, de Sinople, la estela gigante, de Oro. Al timbre, la corona real española cerrada.

## Administración y política

### Gobierno municipal
Desde las elecciones municipales del 2023, hasta la actualidad, la alcaldía municipal recae en Julio Arranz Ochoa. (PP)
| Periodo   | Nombre                                        | Partido | Partido                                  |
| --------- | --------------------------------------------- | ------- | ---------------------------------------- |
| 1979-1979 | Ángel Estrada Reguero (19/04/1979-06/09/1979) |         | Partido Socialista Obrero Español (PSOE) |
| 1979-1983 | Luis Saiz Quevedo                             |         | Partido Socialista Obrero Español (PSOE) |
| 1983-1987 | Juan Francisco Clemente Untoria               |         | Partido Socialista Obrero Español (PSOE) |
| 1987-1991 | Luis Saiz Quevedo                             |         | Partido Socialista Obrero Español (PSOE) |
| 1991-1999 | José Manuel López Gutiérrez                   |         | Partido Socialista Obrero Español (PSOE) |
| 1999-2003 | María Mercedes Toribio Ruiz                   |         | Partido Popular (PP)                     |
| 2003-2007 | José Manuel López Gutiérrez                   |         | Partido Socialista Obrero Español (PSOE) |
| 2007-2015 | María Mercedes Toribio Ruiz                   |         | Partido Popular (PP)                     |
| 2015-2019 | Josefa González Fernández                     |         | Partido Socialista Obrero Español (PSOE) |
| 2019-2023 | Luis Ignacio Argumosa Abascal                 |         | Partido Regionalista de Cantabria (PRC)  |
| 2023-act. | Julio Arranz Ochoa                            |         | Partido Popular (PP)                     |

| Partido político                             | 2023  | 2023  | 2023       | 2019  | 2019  | 2019       | 2015  | 2015  | 2015       | 2011  | 2011  | 2011       | 2007  | 2007  | 2007       |
| Partido político                             | Votos | %     | Concejales | Votos | %     | Concejales | Votos | %     | Concejales | Votos | %     | Concejales | Votos | %     | Concejales |
| Partido Popular (PP)                         | 1953  | 33,19 | 6          | 1296  | 21,02 | 4          | 2417  | 38,55 | 7          | 3138  | 46,51 | 8          | 3273  | 47,33 | 8          |
| Partido Socialista Obrero Español (PSOE)     | 1587  | 26,97 | 5          | 1939  | 31,45 | 6          | 1658  | 26,45 | 5          | 1600  | 23,71 | 4          | 1956  | 28,29 | 5          |
| Partido Regionalista de Cantabria (PRC)      | 897   | 15,24 | 3          | 1564  | 25,37 | 5          | 1354  | 21,60 | 4          | 1497  | 22,19 | 4          | 1123  | 16,24 | 3          |
| Vox                                          | 770   | 13,08 | 2          | 591   | 9,58  | 1          | —     | —     | —          | —     | —     | —          | —     | —     | —          |
| Izquierda Unida (IU)                         | 571   | 9,70  | 1          | 550   | 8,92  | 1          | 538   | 8,58  | 1          | 369   | 5,47  | 1          | —     | —     | —          |
| Unión Vecinal Independiente de Buelna (UVIB) | —     | —     | —          | —     | —     | —          | —     | —     | —          | —     | —     | —          | 422   | 6,10  | 1          |

### Organización territorial
La población del municipal se organiza en seis núcleos poblacionales principales:
- Barros
- Las Caldas de Besaya
- Coo
- San Mateo

Somahoz
- San Andrés

Los Corrales (capital)
- Lobado
- Lombera
- Penías

## Cultura

### Patrimonio
En el municipio dos son los bienes de interés cultural con categoría de monumento:
- Parque de las Estelas, en Barros, con dos estelas cántabras.
- Santuario de Nuestra Señora de Las Caldas, en Las Caldas de Besaya.

#### Patrimonio arquitectónico religioso

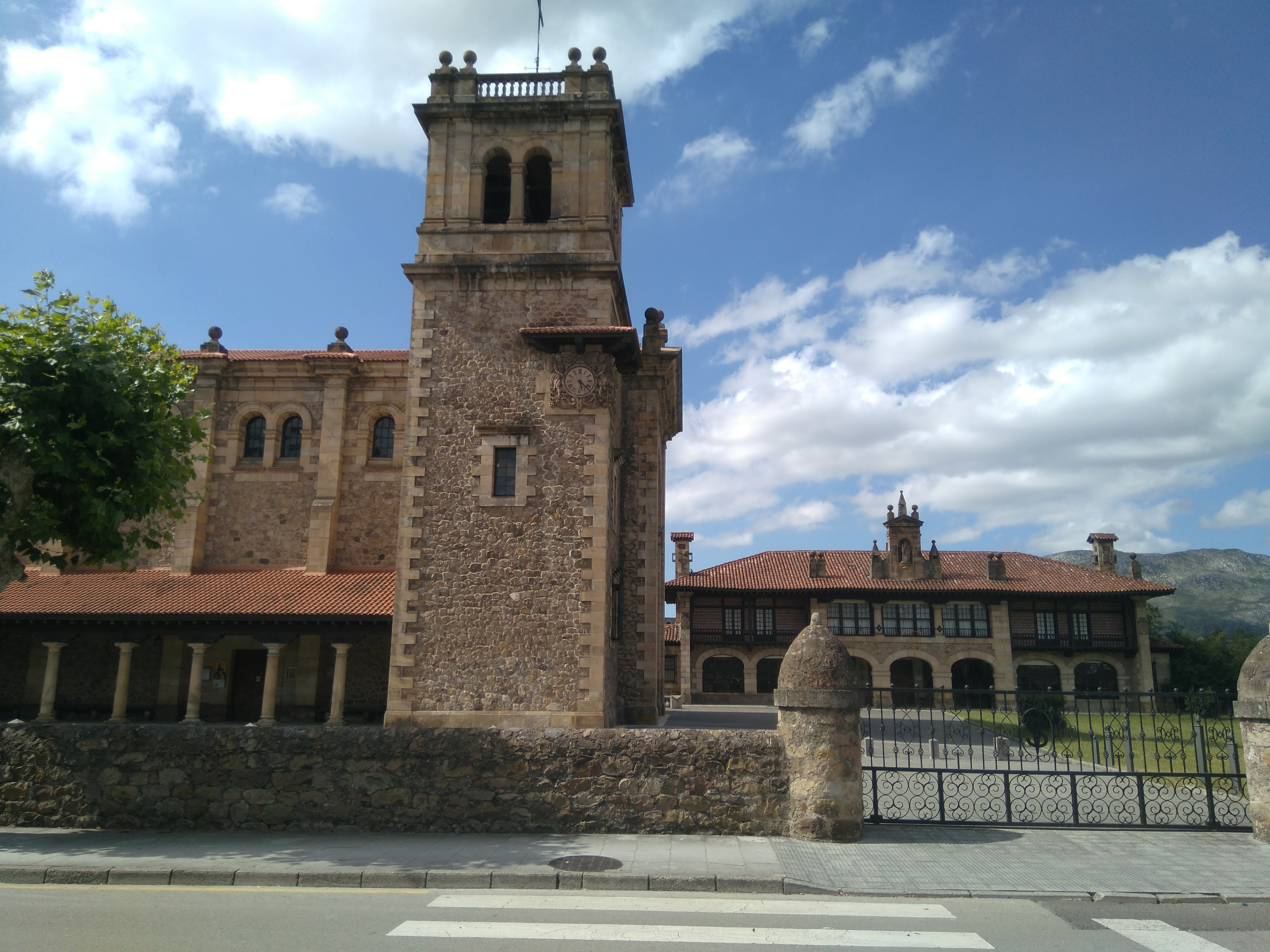
Iglesia de San Vicente Mártir.

- Iglesia de San Vicente Mártir y asilo de San José. Incluida como Bien de Interés Local, con la categoría de Inmueble, por resolución del 15 de marzo de 2002 (BOC de 27 de marzo).[17] Se trata de un conjunto arquitectónico compuesto por la actual iglesia parroquial de San Vicente Mártir y lo que en su día fue el Asilo de San José para ancianos, muy próximo a ella. Fue proyectado en los años 1916-1918, concluyéndose la obra diez años después de que esta fuese concebida. Su estilo es ecléctico, de inspiración herreriana y asignable a la llamada arquitectura regional montañesa. Los cierres son de mampostería, pero una cuidada sillería aparece en los pilares, esquinales y vanos. La madera es empleada en las vigas, zapatas y solanas. El hierro destaca en las ventanas y adornos de las columnas de los pisos superiores.
- Santuario de Nuestra Señora de la Cuesta. Incluido en el Inventario General del Patrimonio Cultural de Cantabria como bien inventariado por resolución del 17 de junio de 2002 (BOC de 26 de junio).[18] Su estructura trata de un edificio de planta rectangular, ábside cuadrado y una sacristía adosada al muro sur. En su fachada norte se abre un pórtico con dos columnas de fuste circular y capiteles con decoración vegetal, que enmarca la puerta de ingreso realizada en arco de medio punto con grandes dovelas. En el muro oeste se eleva la espadaña con doble tronera rematada por un frontón que culmina en pináculos laterales y cruz de piedra central. En el interior destaca el retablo barroco y una pila bautismal románica procedente, posiblemente de la ermita primitiva que databa de al menos del siglo X.

#### Patrimonio Arquitectónico Civil

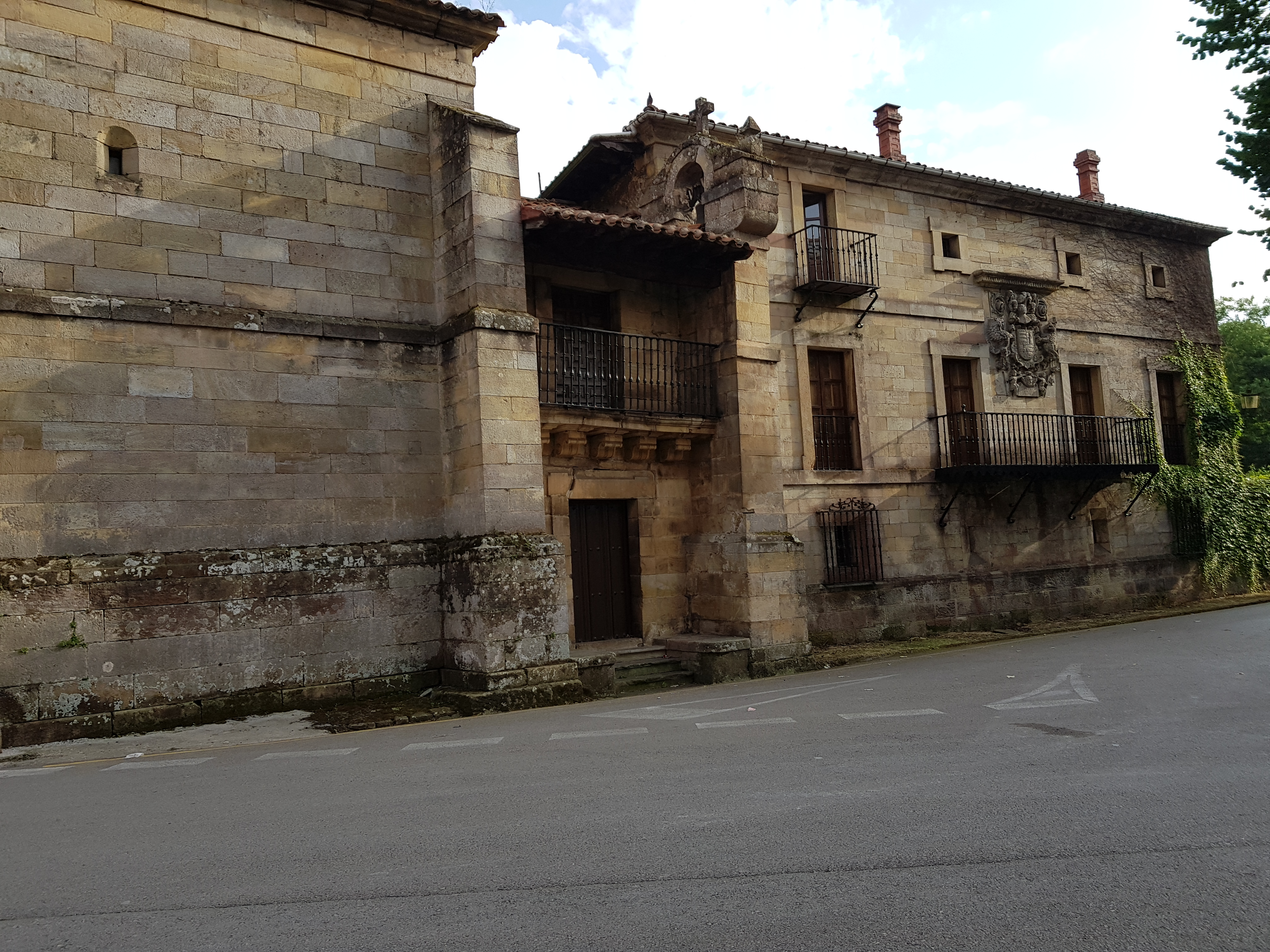
Palacio de los Condes de Mansilla.

- Palacio de los Condes de Mansilla (siglo XVII). Incluido como Bien de Interés Local, con la categoría de Inmueble, por resolución del 15 de marzo de 2002 (BOC de 28 de marzo).[19] Es un conjunto arquitectónico que se compone del palacio propiamente dicho, una casa de guardeses y una zona de jardín con variada vegetación arbórea; todo el conjunto aparece rodeado por un muro de mampostería. Presenta dos escudos, uno situado en la fachada norte con las armas de Ceballos y Rasilla y otro en el cortavientos con las armas de Prieto. La cronología del palacio se sitúa en el siglo XVII, reformado en el siglo XIX. Posee una capilla de estilo barroco en su interior, en la que destaca el arco de la portada decorado con casetones y el escudo de armas de Ceballos. Fue declarada Bien de Interés Local en diciembre de 2001.
- Casona de José María Quijano (siglos XVIII-XIX). Esta se sitúa en el parque de la Rasilla. Destaca la portalada de acceso en la que se abre un arco con dovelas decoradas con florones sobre el que se sitúa el escudo de la familia. Está rematada por pirámides y bolas herrerianas. Posee dos capillas privadas: La Capilla de San Juan, que se encuentra adosada al ángulo noroeste y la Ermita de Nuestra Señora de la Concepción, situada en el interior de la finca.

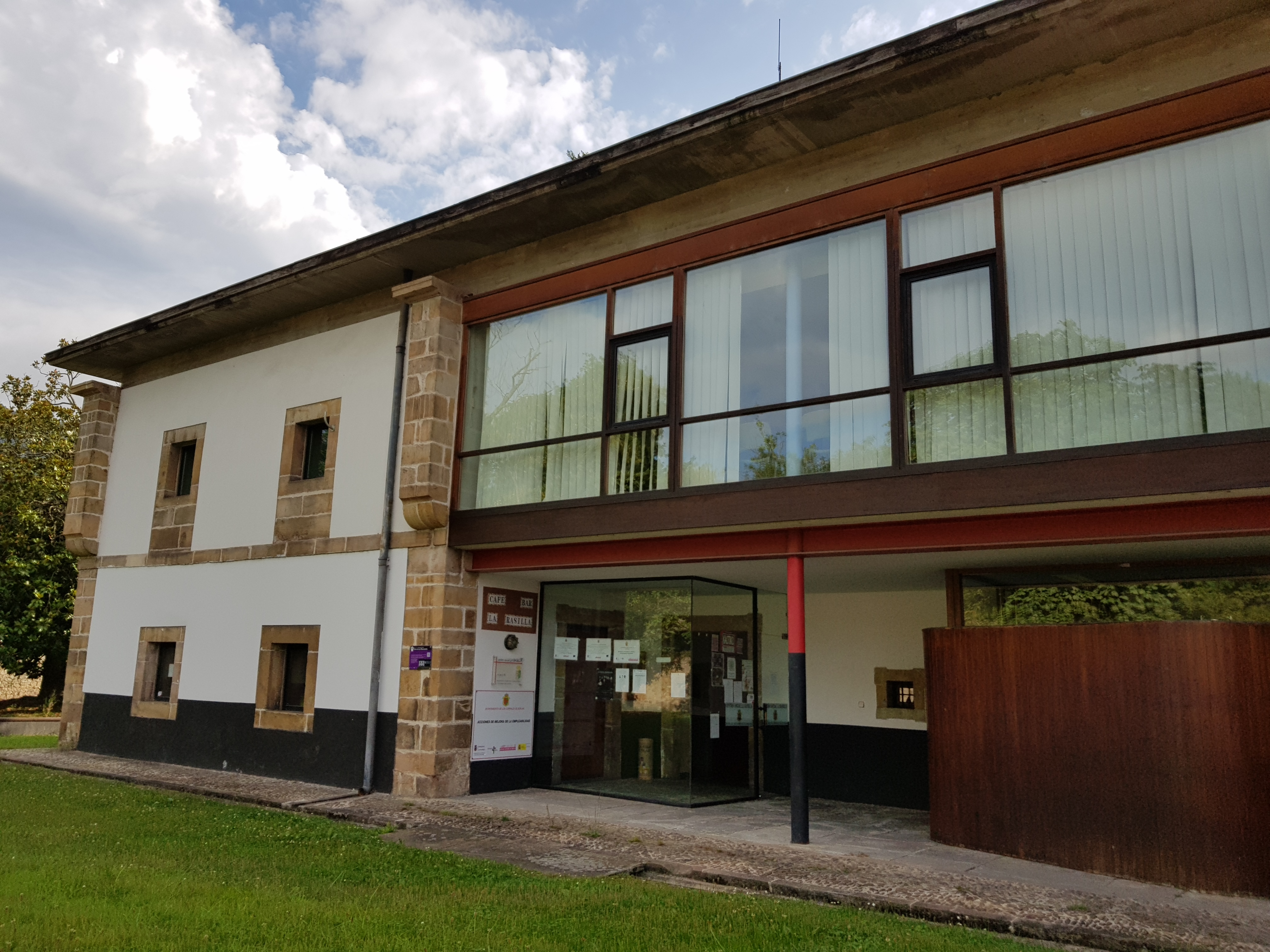
Casona de La Hospedería.

- Casona de La Hospedería, (siglo XVIII). Está situada en la calle San Jorge, actualmente se sitúa en ella el Centro Social La Rasilla. Su fachada principal se encuentra alterada por remodelaciones posteriores que han hecho desaparecer la balconada típica. Lo más representativo de este edificio son las ventanas de sillería con casetones rehundidos situados en el hastial izquierdo, sobre una de ellas aparece un friso con decoración de florones y motivos geométricos.
- Portalada de Illerías (siglo XVIII). Situada en el parque de La Rasilla. Realizada en sillar, presenta un arco rebajado sobre el que se sitúa el escudo. Aparece rematada con decoración de bolas herrerianas, pirámides y una cruz.
- Palacete de los Bustamante (primera mitad del siglo XX). Está situado en la calle Real. Su estructura es de planta cuadrada y posee tres alturas. La fachada principal presenta un pórtico de columnas sobre el que se sitúa la terraza. La cubierta es de tipo mansarde, y las ventanas que se abren en ella están rematadas por frontones triangulares. Los vanos y esquinales se resaltan con sillería almohadillada.
- Casa Pilatti (principios del siglo XX). Se trata de una construcción de estilo neotradicional, de planta pentagonal. Destaca su fachada principal en chaflán y con mirador, el balcón en forma de púlpito de la fachada norte y los tres escudos de armas de los Ceballos en las fachadas sur y norte.
- Palacete de los Mazarrasa (principios del siglo XX). Es un edificio de estilo neotradicionalista y desde 1990, alberga el ayuntamiento de Los Corrales de Buelna. Actualmente ha sufrido variadas reformas tanto en el tejado, como en el sótano donde se encuentran los despachos de los grupos políticos y en su estructura interior con la instalación de un ascensor qué facilita el acceso a la planta superior para personas con movilidad reducida.
- Centro de Interpretación de la Industria de Cantabria José María Quijano. El centro está ubicado en el Palacio de La Quintana, está abierto a visitas previamente concertadas.

En el museo se puede observar la evolución industrial de Cantabria desde el año 1850 hasta el año 2000. Es un museo interactivo ya que cuenta con video proyecciones, objetos, documentos, maquinaria y recursos interactivos que permiten al visitante integrarse en el conjunto del museo.

#### Otros bienes de interés cultural
- Leguarios: incluidos en el Inventario General del Patrimonio Cultural de Cantabria, por resolución de 22 de julio de 2002. Los leguarios son mojones realizados en piedra arenisca de la zona, colocados con motivo de la construcción del Camino Real el día 15 de noviembre de 1753, ante la necesidad de mejorar la comunicación entre la meseta castellana y los puertos marinos de la costa cantábrica, en este caso, el de Santander.

El leguario de Los Corrales está situado en el barrio de Pie Bandera, junto al Cuartel de la Guardia Civil en la avenida Cantabria.

A SANTANDER 7 LEGUAS

El lenguario de Barros está situado en el barrio de La Rueda, junto a la ermita de la Rueda.

A SANTANDER SEIS LEG. Y MEDIA

El lenguario de Las Caldas de Besaya está situado cerca del Santuario de Nuestra Señora de Las Caldas, junto al límite municipal con la localidad de Riocorvo.

A SANTANDER SEIS LEGUAS

- Calzada del Monte Fresneda. Incluida en el Inventario General del Patrimonio Cultural de Cantabria, por resolución de 27 de marzo de 2002 (BOC de 5 de abril) como Bien Inventariado.[20] Se sitúa en el monte Fresneda, sobre el barrio de La Contrina, un tramo de la que se cree que fue la antigua vía romana que unía Pisoraca (Herrera de Pisuerga) con Portus Blendium (Suances), nombrada en una tablilla de arcilla en el itinerario de barro. Este tramo, de dos kilómetros de recorrido, se asienta sobre el paso natural que une los valles de Buelna y Cieza; en él se conservan 529 metros con el característico firme empedrado. Su antigüedad aproximada, actualmente, se cree que se remonta a la Edad Media.[21] Forma parte del camino del valle del Besaya y desde entonces fue utilizada como vía de acceso a la meseta hasta que en el año 1753 se construyó el Camino Real.

### Patrimonio inmaterial

#### Festividades y tradiciones

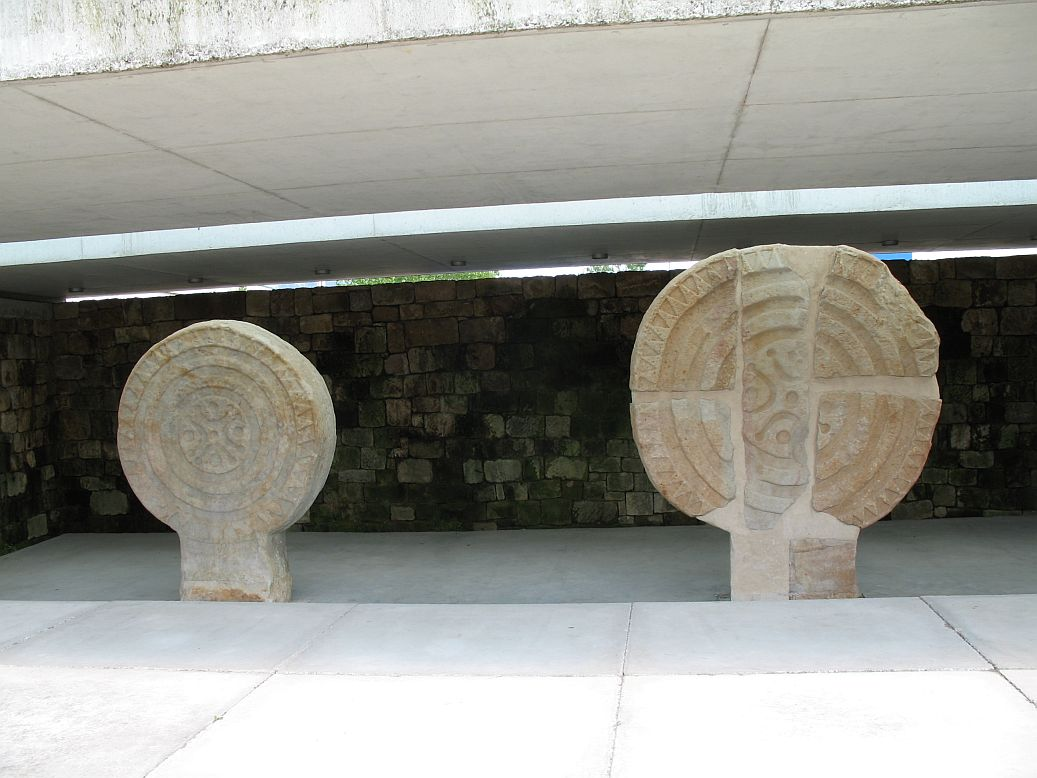
Parque de las Estelas en Barros.

##### Guerras cántabras
- Celebradas anualmente, el último fin de semana de agosto y el primero de septiembre. La fiesta de las guerras cántabras se celebran en esta localidad, conmemorando las guerras entre romanos y cántabros que se desarrollaron entre el 29 a. C. y el 19 a. C. En la actualidad se trata de una Fiesta de Interés Turístico Internacional[22] desde el año 2019, a su vez declarada Fiesta de Interés Turístico Nacional[23] desde el año 2008; que recrea las batallas y los modos de vida de cántabros y romanos. Todo ello puesto en escena con la representación de distintos actos históricos y actividades para los visitantes, efectuados por los propios festeros.

En el año 2018 cumplió diez años como Fiesta de Interés Turístico Nacional, regresando al lugar en el que se asentó por primera vez el parque de Mazarrasa. Lo que se representó en un cupón que la ONCE repartido a nivel nacional el 3 de septiembre del mismo año.
En el año 2020 de la mano de Correos se presentó en el Ayuntamiento del municipio un sello dedicado a la fiesta de las guerras cántabras.
Por motivo de la suspensión de la edición del año 2020, a causa del COVID-19, estaba previsto que se desarrollara su primera edición como Fiesta de Interés Turístico Internacional en el año 2021. Finalmente la edición del citado año fue cancelada por votación en la asamblea de miembros de AGUECAN a causa de las restricciones sanitarias en ese momento.
En el año 2022, finalmente tras dos años, se celebró la vigésima edición de esta fiesta. La primera de ellas como Fiesta de Interés Turístico Internacional. Con el apoyo de la Consejería de Cultura del Gobierno de Cantabria, la celebración de esta edición contó con una actuación en directo y de acceso gratuito del grupo Celtas Cortos.

##### San Juan
Además de la celebración de las fiestas de las Guerras Cántabras, también se celebra el 24 de junio la fiesta de San Juan, habiendo desde el fin de semana anterior al 24 hasta el fin de semana siguiente variadas actividades, romerías y verbenas.
- Es la fiesta por excelencia de la juventud del pueblo, que se reúnen en peñas para organizar muchas actividades y dar ambiente al pueblo. En las fiestas de San Juan también hay un desfile en el que participan las peñas del pueblo, los diversos grupos musicales de la región (grupos de danzas entre otros), la reina y las damas de las fiestas elegidas previamente.

Días de fiesta en el más amplio sentido de la palabra para todos Los Corrales de Buelna.

##### Magostas
Las tradicionales magostas del valle de Buelna, donde se pueden degustar castañas asadas. Es una iniciativa común patrocinada por el Ayuntamiento de los Corrales de Buelna que une bajo un mismo sello distintas asociaciones de vecinos o culturales. Conformadas en distintos pueblos o barrios dentro del término municipal, así como otras del municipio vecino de San Felices de Buelna. Los elementos comunes en esta fiesta son la celebración en el mes de noviembre (o finales de octubre) y tiene como elementos principales la castaña y el fuego. Con esta fiesta la castaña recupera la importancia que el maíz y la patata le fueron arrebatando en los últimos siglos.

##### Todas las fiestas
En el municipio también se celebran varias fiestas populares, en las distintas localidades y barrios que conforman el municipio.
| Nombre                     | Localidad              | Fecha de Celebración      |
| -------------------------- | ---------------------- | ------------------------- |
| San Juan                   | Los Corrales de Buelna | 24 de junio               |
| Nuestra Sra. de La Rueda   | Barros                 | 5 de agosto               |
| Nuestra Sra. de Las Caldas | Las Caldas de Besaya   | 15 de agosto              |
| Nuestra Sra. de La Cuesta  | Los Corrales de Buelna | 15 de agosto              |
| San Roque                  | Somahoz                | 16 de agosto              |
| Los Remedios               | Coo                    | 2.º Domingo de septiembre |
| San Mateo                  | San Mateo              | 21 de septiembre          |
| San Cipriano               | Los Corrales de Buelna | 16 de septiembre          |
| San Miguel                 | Los Corrales de Buelna | 29 de septiembre          |

## Localidades hermanadas
- La Haie-Fouassière (Francia, 1996)[30]